# Starochorzowski Dom Kultury
Starochorzowski Dom Kultury, SDK – dom kultury w Chorzowie, położony w dzielnicy Chorzów Stary przy ulicy Siemianowickiej 59.

## Budynek[3]
W budynku SDK wcześniej mieściły się: Katolicki Dom Związkowy oraz Dom Kultury „Azoty”.
Sama budowla wzniesiona została w miejsce powstałej tu w latach 80. XIX wieku gospody, otoczonej ogrodem. Pod koniec wieku, w wyniku zwiększających się oczekiwań i potrzeb mieszkańców, zaczęto budować znacznie większy obiekt. Ukończono go w 1904 r. W owym budynku od 2003 roku mieści się SDK.